# Batalla de Duck Lake
La Batalla de Duck Lake es el nombre que recibe una escaramuza (que en realidad no llegó a ser una auténtica batalla) que enfrentó el 26 de marzo de 1885 al contingente de mestizos canadienses e indios mandados por el mestizo Louis Riel con tropas canadienses al mando de Leif Newry Fitzroy Crozier, en algún lugar situado al sur del actual estado canadiense de Saskatchewan. 
Sin embargo, la importancia de esta batalla es que se considera que es la primera batalla de las que se sucedieron durante la llamada Rebelión del Noroeste.

## Desarrollo de la batalla
El superintendente de la Policía Montada del Noroeste, Leif Crozier, partió desde Fort Carlton el 25 de marzo, al frente de una tropa mixta formada por miembros de la Policía Montada y de las Milicias, llevando consigo un cañón de 
siete libras. Tenía como objetivo el de asegurar el control de las comunicaciones entre su propio puesto y Prince Albert.
Para hacer frente a la amenaza que este movimiento suponía, Gabriel Dumont, quien era el comandante en jefe de las fuerzas rebeldes del Gobierno provisional de Louis Riel, envió diversos guerreros indios a su encuentro.
Ambos grupos chocaron entre sí al día siguiente. Rechazados por los exploradores mestizos que precedían a su grupo, los hombres de Crozier se pusieron a cobijo de sus trineos, mientras que los hombres de Dumont se atrincheraban en un edificio existente en las cercanías. Ambos grupos enviaron parlamentarios para entablar negociaciones, pero cuando los emisarios mestizos (entre ellos el hermano del propio Dumont) fueron abatidos durante una riña, Crozier ordenó atacar a sus hombres. A despecho de que disponían de una clara superioridad en cuanto a potencia de fuego, los canadienses se lanzaron a la carga, avanzando penosamente en el paraje nevado en que se hallaban. Cogidos por el fuego defensivo de los mestizos, la carga se saldó con un fracaso, con lo que Crozier se vio obligado a ordenar la retirada.

## Consecuencias
La noticia del resultado del choque alentó a los mestizos y a sus aliados indios para iniciar la Rebelión del Noroeste.